# Santa María Pápalo
Santa María Pápalo es una localidad del estado mexicano de Oaxaca. Es la cabecera del municipio de Santa María Pápalo.
De acuerdo al mapa de la República Mexicana el municipio de Santa María Pápalo se localiza en la región Cañada en el estado de Oaxaca (Oax) y pertenece al distrito Ciucatlán. La ubicación geográfica que tiene dicho lugar hace que esté situado entre las coordenadas 17° 47' latitud norte y entre 96° 48' longitud oeste. Se encuentra a una altitud que oscila entre 2,500 metros sobre el nivel del mar (m s. n. m.). Lo anterior se debe a que en su territorio se encuentran algunos cerros como el pueblo unido, amarillo la paz, el pelón, la paz y el volcán prieto.
Debido a la posición territorial señalada en el mapa mexicano, Santa María Pápalo colinda en la parte noroeste con el municipio de Santos Reyes Pápalo, al noreste con San Pedro Sochiapam y en la zona suroeste y sur con el municipio de San Juan Tepeuxtla. Así mismo es preciso saber que el municipio de Santa María Pápalo está formado por una extensión territorial total de 57.69 kilómetros cuadrados. Estadísticamente el Instituto Nacional de Estadística y Geografía "INEGI" informó que de acuerdo a los resultados obtenidos del conteo de población y vivienda realizado durante el año 2010, el municipio de Santa María Pápalo está formado por una población total de 2,289.
La mayoría de la población habla el idioma cuicateco. 